# ウジェーヌ・ビュルヌフ

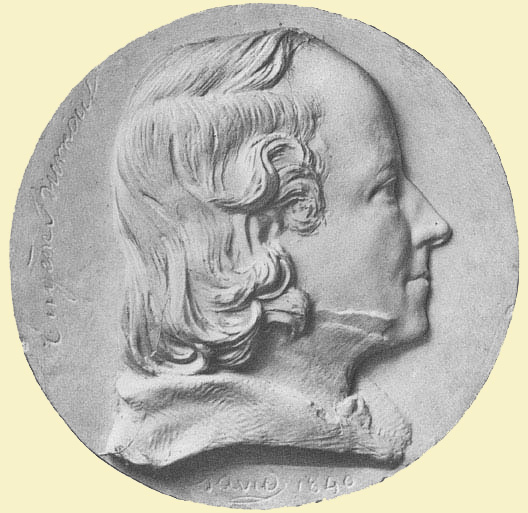
ダヴィッド・ダンジェによるビュルヌフのメダル（1840年）

ウジェーヌ・ビュルヌフ（Eugène Burnouf、1801年4月8日 - 1852年5月28日）は、フランスの東洋学者。インド学者かつイラン学者として、仏教とゾロアスター教を研究した。

## 略歴
ビュルヌフは高名な古典学者であるジャン＝ルイ・ビュルヌフの子としてパリに生まれた。サンスクリットをはじめは父に学び、のちにコレージュ・ド・フランスでシェジーに学んだ。ビュルヌフは1822年のアジア協会創立時からの会員で、1829年には書記に就任した。
1829年から高等師範学校で比較言語学を教えた。
1832年にシェジーが没すると、その後任としてコレージュ・ド・フランスのサンスクリット言語・文学の教授の座についた。同年、碑文・文芸アカデミーの会員に選ばれた。1838年にはシルヴェストル・ド・サシの後任として王立印刷局の東洋諸語の活字の監査官をつとめた。
1852年に碑文・文芸アカデミーの終身書記の地位を与えられたが、同年没した。

## 業績

### インド学
ビュルヌフはパーリ語を研究した。
- Burnouf, Eugène; Lassen, Christian (1826). Essai sur le Pali, ou langue Sacrée de la presqu'ile au-deja du Gange. Paris（クリスチャン・ラッセンと共著）
- Observations grammaticales sur quelques passages de l'essai sur le Pali. Paris. (1827)

1840年以降、バーガヴァタ・プラーナの翻訳を出版した。
- Le Bhâgavata purâṇa, ou histoire poétique de Krĭchṇa. 1. Paris. (1840) 第2巻(1844) 第3巻(1847)（4巻と5巻は没後に Hauvette Besnault らにより翻訳）

イギリス東インド会社のためにインドとネパールで働いていたブライアン・ホートン・ホジソンは、ネパールで多数のサンスクリット写本を得、1837年にパリに送った。ビュルヌフはその中に含まれていた『法華経』の写本を翻訳した。その後1845年に別な写本がホジソンから送られてきた。
1844年には大著『インド仏教史序説』を著した（第1巻のみ）。この著書は仏教に関するヨーロッパ初の学術的モノグラフだった。続巻の準備もしていたが、完成することなく没した。
- Introduction à l'histoire du Buddhisme indien (2e ed.). Paris. (1876) [1844]

『法華経』訳注の出版には慎重であり、没後の1852年に門人のモールによって出版された。生前の1843年に第5章（薬草喩品に相当）のみが公刊されている。
- Le lotus de la bonn loi. Paris. (1852)

ウジェーヌ・ビュルヌフ 翻訳したその他の仏教経典
- Aṣṭasāhasrikā Prajñāpāramitā, la Perfection de sagesse en huit mille stances, traduite par Eugène Burnouf (1801-1852), éditée par Guillaume Ducoeur, Université de Strasbourg, 2022
- Eugène Burnouf (1801-1852) et les études indo-iranologiques, actes de la Journée d'étude d'Urville (28 mai 2022) suivis des Lalitavistara (chap. 1-2) et Kāraṇḍavyūha traduits par E. Burnouf, édités par Guillaume Ducoeur, Université de Strasbourg, 2022

### イラン学
ビュルヌフはアンクティル・デュペロンによってもたらされた「ヴェンディダード・サーデ」写本をリトグラフ出版した。
- Vendidad Sadé, l'un des livres de Zoroastre litographié d'après le manuscrit Zend de la Bibliothèque royale. Paris. (1829-1843)

1833年にはヤスナの注釈書を著したが、この書物は単なる注釈にとどまらず、アヴェスター文字の音価を改良し、アヴェスター語の文法と語彙がまとめられており、イラン言語学の基礎を築く著作だった。ビュルヌフはアヴェスターが複数の時代に書かれたものであることを指摘し、またヴェーダ語とアヴェスター語の類似をしばしば指摘した。
- Commentaire sur le Yaçna, l'un des livres religieux des Parses. Paris. (1833)

1836年に古代ペルシア楔形文字碑文をアヴェスター語と比較し、グローテフェントが誤って読んでいた z と k を正した。
- Mémoires sur deux inscriptions cunéiformes trouvées près d'Hamadan. Paris. (1836)